# Пакасас
Пакасас (лит. Pakasas) — небольшое озеро в восточной части Литвы, расположенное на территории Игналинского района.

## Расположение
Озеро Пакасас расположено в Аукштайтском национальном парке. Расстояние до Игналины составляет 20 километров. Лежит на высоте 138,5 метров.

## Описание
Протяжённость с севера на юг составляет 3,3 км, ширина до 1,2 км. Площадь озера составляет 1,486 км². Средняя глубина 7,3 м, максимальная — 17 м. Длина береговой линии 9,4 километров. На озере есть небольшой остров (площадь 0,1 га). В озеро впадает река Таурагна, вытекает река Пакаса. Площадь водосбора Пакасаса составляет 96,9 км². На западном берегу озера расположена деревня Кирдекяй.

## Галерея

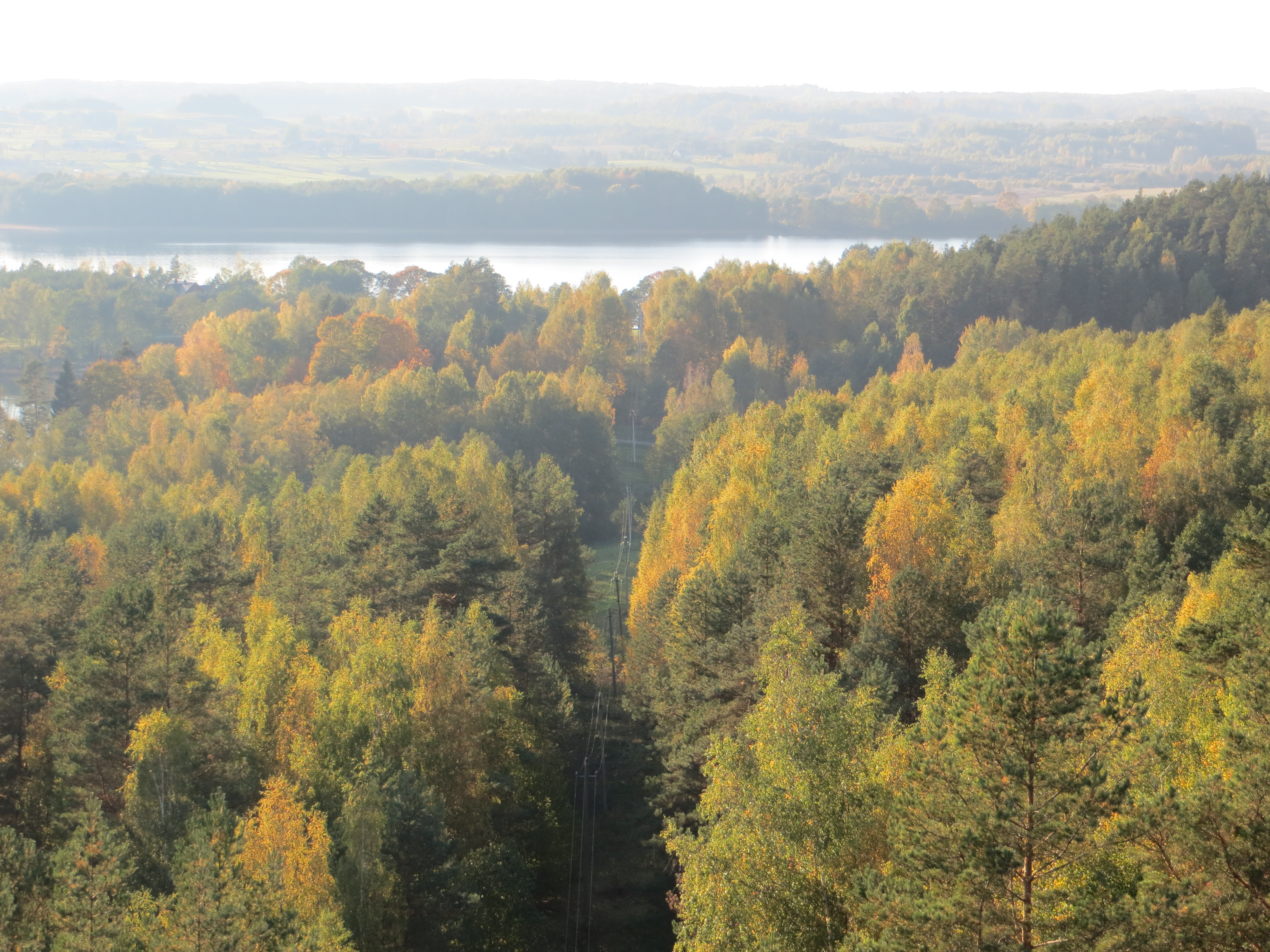
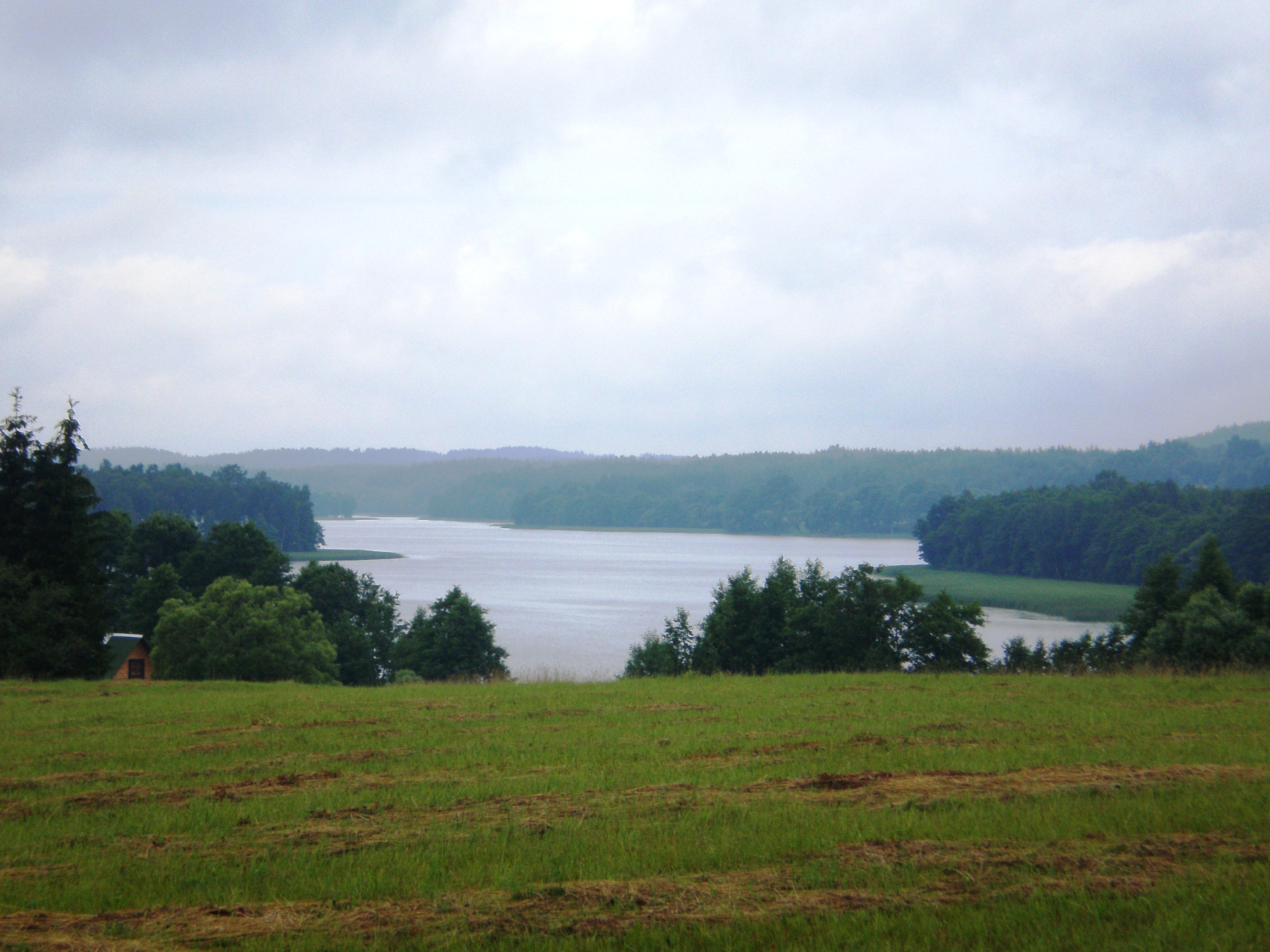
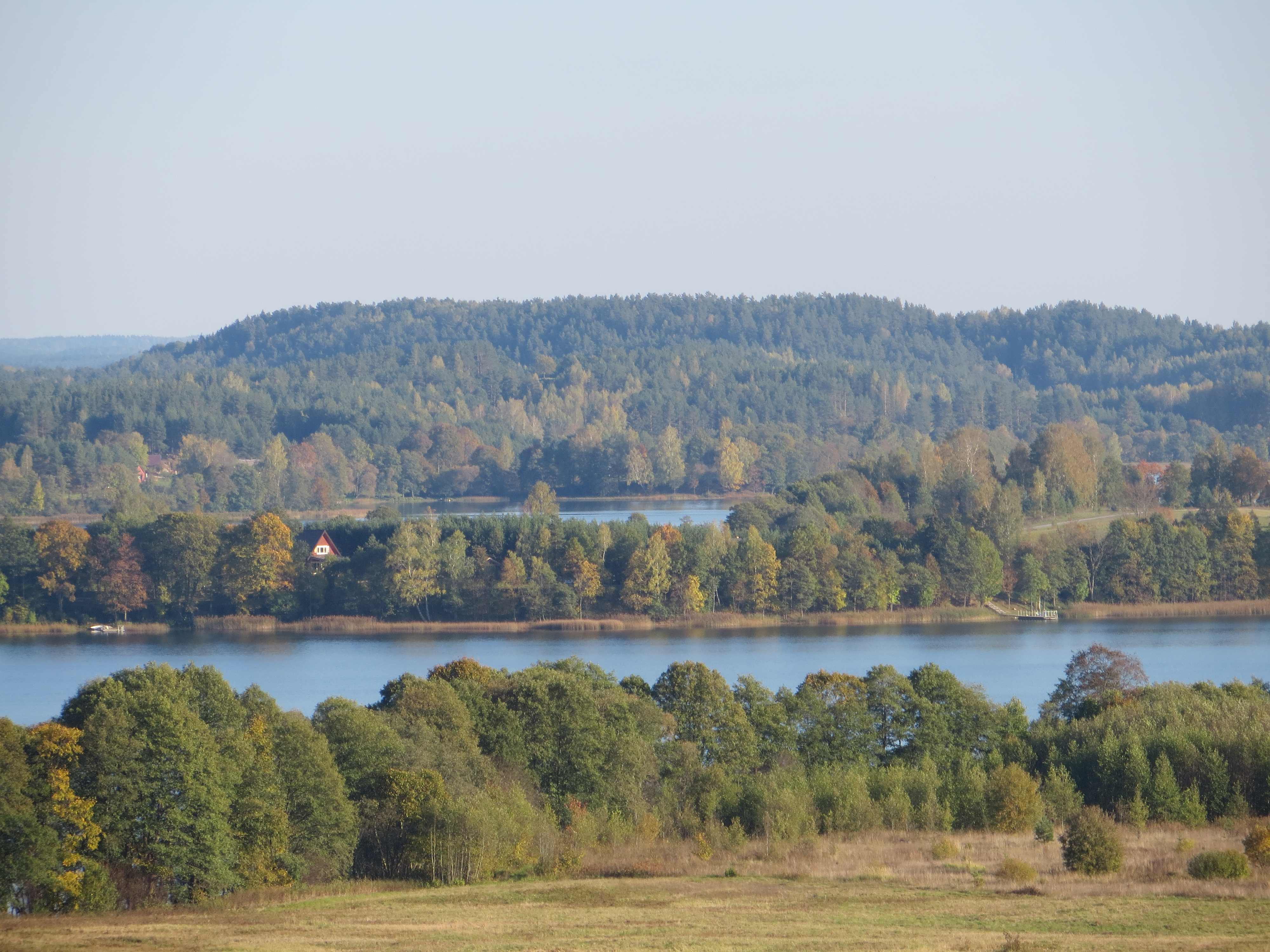